# Bayerotrochus philpoppei
Bayerotrochus philpoppei (Anseeuw, Poppe & Goto, 2006) é uma espécie de molusco gastrópode marinho da família Pleurotomariidae, nativa da região oeste do oceano Pacífico.

## Descrição
Bayerotrochus philpoppei possui concha em forma de turbante com pouco mais de 5 centímetros e coloração de amarela a laranja. Interior da abertura fortemente nacarado. As espécies do gênero Bayerotrochus são geralmente mais frágeis, arredondadas e menos esculpidas em sua superfície do que os outros três gêneros viventes de Pleurotomariidae.[carece de fontes?]

## Distribuição geográfica
Esta espécie é nativa da região oeste do oceano Pacífico (Filipinas, sendo seu holótipo primordialmente coletado ao sul de Mindanau, na Ilha Balut).

## Taxonomia
De acordo com o estudo de sua catalogação, feito por Patrick Anseeuw, Guido T. Poppe e Y. Oshihiro Goto, diferenças conquiliológicas no perfil do ápice e das voltas, em seu tamanho, comprimento médio da fenda, escultura e disco basal, permitiram que Bayerotrochus philpoppei pudesse ser separada de Bayerotrochus teramachii (Kuroda, 1955), espécie de rara ocorrência nas Filipinas.